# Yi In-mun

Arroyos y Montañas Sin Fin
Hangul: 강산 무진 도

Yi In-mun (이인문,1745-1821), también conocido como Yuchun, fue un pintor de la corte de la dinastía Joseon, principalmente de paisajes. 
También ocupó una posición militar en el tribunal. Tal vez su obra más conocida es un rollo de seda titulado Gangsan mujindo (Arroyos y Montañas Sin Fin; Hangul: 강산 무진 도; Hanja: 江山 無盡 圖), que se exhibe en el Museo Nacional de Corea en Seúl.